# Histoire militaire du Royaume-Uni

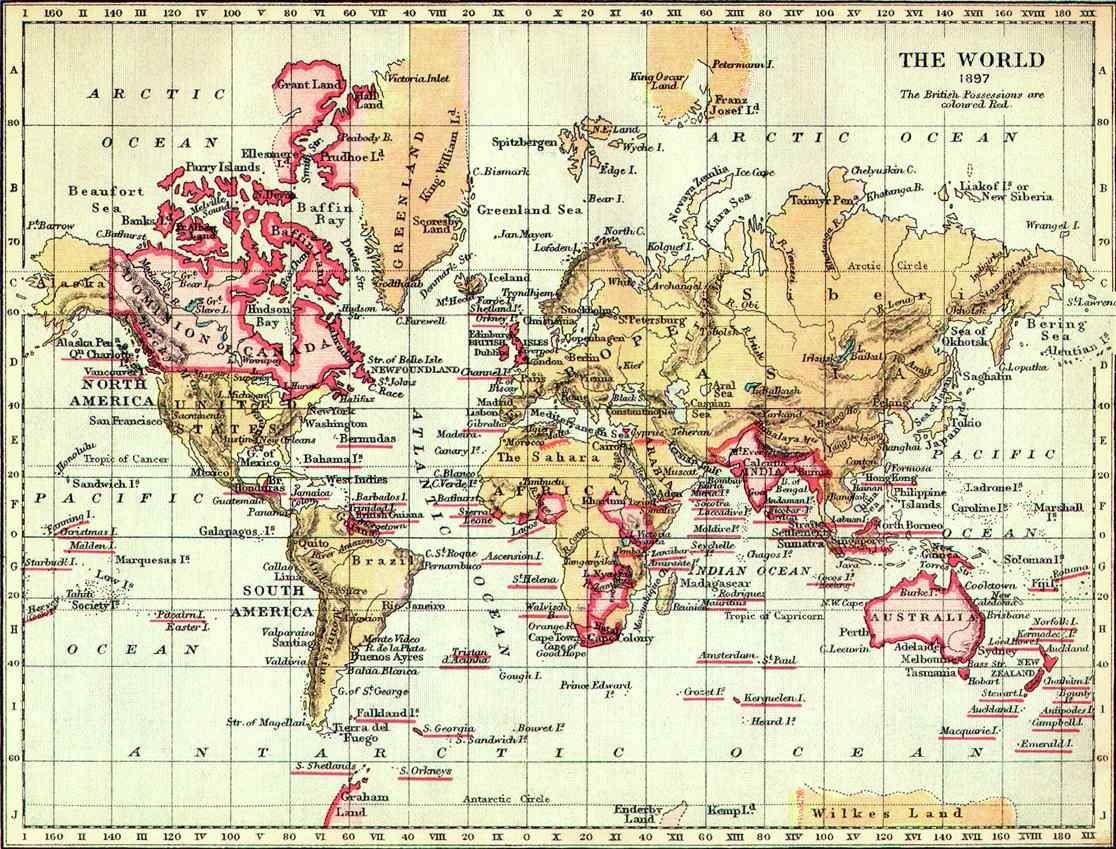
L'Empire britannique en 1897.

L’histoire militaire du Royaume-Uni couvre une période allant de la naissance du Royaume de Grande-Bretagne en 1707, avec l'Union de l'Angleterre et de l'Écosse, à aujourd'hui. Au XVIIIe siècle, avec l'expansion de l'Empire britannique, le pays est devenu le plus grand et le plus puissant au monde mais a décliné au XXe siècle à la suite des deux guerres mondiales, de la décolonisation et de l'émergence des superpuissances américaine et soviétique.

## Historique
Historiquement, la Grande-Bretagne peut se définir comme une thalassocratie et compte beaucoup sur son statut insulaire pour sa sécurité d'où la priorité donnée à sa marine de guerre longtemps privilégiée par rapport à son armée de terre qui était un boulet de canon tiré par la marine utilisé comme force expéditionnaire.
Durant les guerres napoléoniennes, le Royaume-Uni mobilise jusqu'à 750 000 hommes de 1792 à 1815, dont un tiers dans la Royal Navy.
Sous le règne de 63 ans de la reine Victoria Ire, il y en tout 72 campagnes militaires cependant les forces armées britanniques n'ont représenté qu'environ 0,8 % de la population. 
En 1898, la British Army comptait 99 000 soldats professionnels dans les îles britanniques, 75 000 dans l'Inde britannique et 41 000 dans le reste de l'Empire britannique ; l'armée britannique des Indes était forte de 148 000 hommes tandis que la Royal Navy comptait 100 000 hommes. Le budget de la Défense cette année-là était de 40 millions de livre sterling soit 2,5 % du PNB, ce qui est faible en comparaison de l'étendue de l'empire britannique qui est alors le plus vaste du monde.
Lors du déclenchement de la Première Guerre mondiale en 1914, la Royal Navy était toujours la plus puissante marine de guerre du monde mais le corps expéditionnaire britannique était composé de seulement six divisions d'infanterie et une de cavalerie soit environ 70 000 hommes. Le volontariat fit monter les effectifs globaux à 1,3 million d'hommes en 1915 mais les lourdes pertes ont imposé l'instauration du service militaire obligatoire le 4 mai 1916. En octobre 1916, on comptait 1,5 million de personnes sous les drapeaux, 48 divisions en France et une armée de 150 000 hommes en Égypte face à l'Empire ottoman. Les forces du Commonwealth et de l'Empire participent pleinement à la victoire. Le bilan humain est estimé à 885 138 tués et 1 663 435 blessés pour les forces britanniques dont 624 000 morts aux combats et de 74 187 tués et 69 214 blessés dans les rangs de l'armée des Indes.
À la suite des tensions en Europe, on commence à mobiliser en mai 1939 les jeunes hommes de 20 à 21 ans. Le 3 septembre 1939, lors de la déclaration de guerre à l'Allemagne, la conscription est voté - elle ne concerne pas l'Irlande du Nord -. Au 31 décembre 1939, 1,5 million d'hommes sont sous les drapeaux ainsi que 43 000 auxiliaires féminines. En décembre 1941, la conscription est étendue aux hommes de 18 à 51 ans et un service national soumit aux hommes et femmes de 18 à 60 ans.
L'effectif maximal durant la Seconde Guerre mondiale fut de 5 120 000 militaires ayant combattu sur quatre continents contre l'Axe Rome-Berlin-Tokyo. Là aussi, l'appoint des forces de l'Empire fut déterminant dans le déroulement du conflit. Les pertes humaines sont estimées à 382 600 militaires tués,. La défense de la métropole et des colonies fut une priorité à la suite de la défaite de la bataille de France en 1940 avant de pouvoir repasser à l'offensive avec l'appui des forces armées des États-Unis et des autres alliés à partir de 1942 en Afrique, 1943 en Italie et 1944 sur le front birman.
À la suite de la capitulation allemande, la British Army of the Rhine fut créée en Allemagne de l'Ouest en 1945 et sera intégrée au dispositif de l'OTAN lors de la Guerre froide.
Le 16 janvier 1968, le premier ministre britannique Harold Wilson annonce le « retrait des forces britanniques à l’est de Suez » avant la fin de l’année 1971 quittant ainsi ses anciennes bases d’Extrême-Orient et de facto son rôle d'arbitre du golfe Persique.
7 185 militaires britanniques sont morts sur des théâtres d'opérations entre le 3 septembre 1945 et le 17 février 2016.

## Listes des conflits ayant eu le Royaume-Uni pour champ de  bataille ou ayant impliqué ce pays

### Avant l'instauration du Royaume-Uni

#### Guerres intestines
- Guerres anglo-écossaises
- Guerres anglo-galloises
- Guerres anglo-irlandaises

#### Guerres civiles
Plusieurs conflits internes sont regardés comme des guerres civiles dans l'histoire du Royaume-Uni : 
- The Anarchy (1135-1154).
- La Révolte de 1173-1174 des fils de Henry II contre leur père.
- La Première Guerre des barons contre le roi Jean Sans Terre (1215-1217).
- La Seconde Guerre des barons contre Henry III (1264-1267).
- La Guerre des Deux-Roses (1455-1487).
- La Guerre civile anglaise (1642-1651).
- La Rébellion de Monmouth (1685).
- La Glorious Revolution (1688).

### XVIIIesiècle

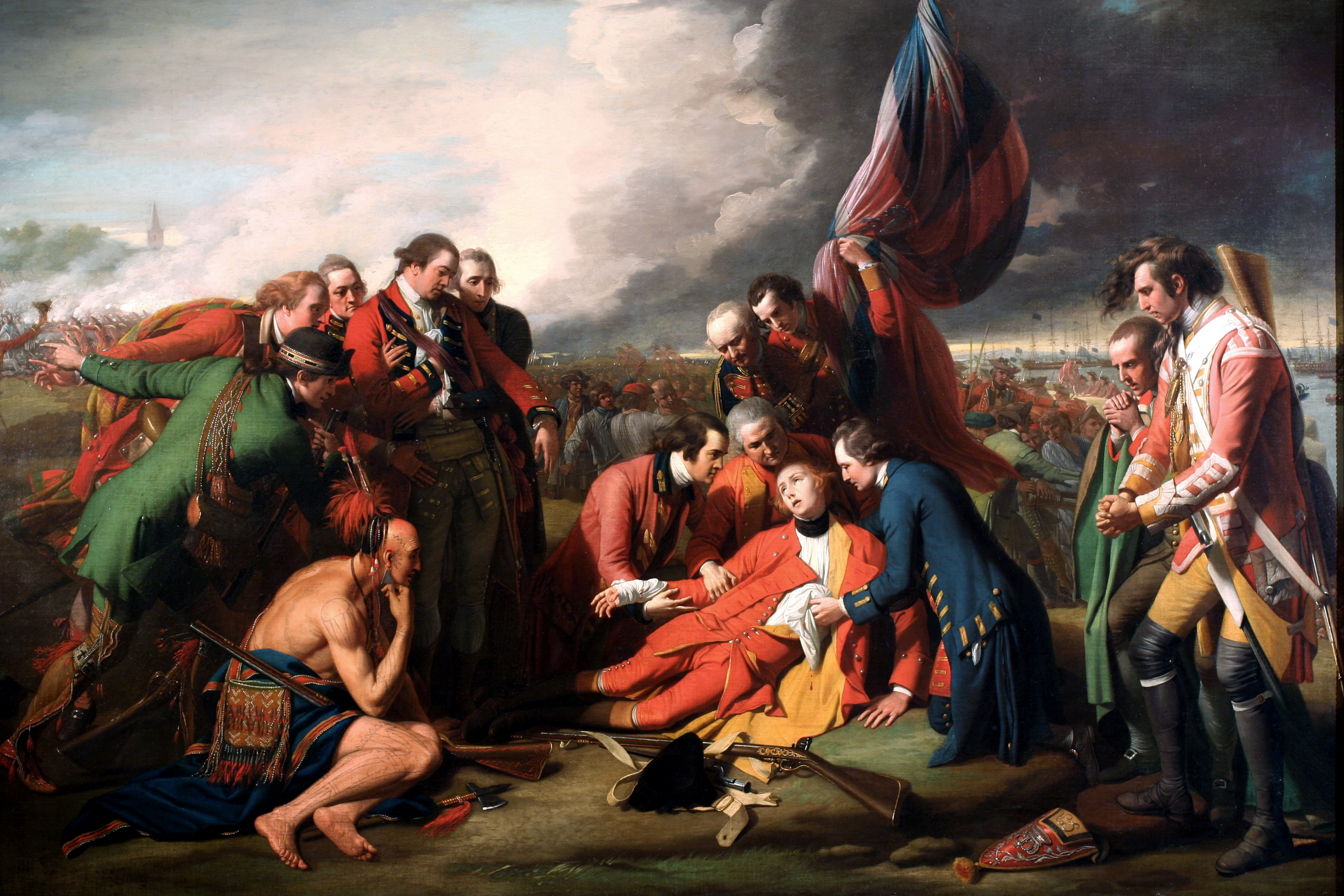
Guerre de Sept Ans : mort du général James Wolfe - Bataille de Québec.

- Guerre de Succession d'Espagne (1701–1714)- Grande-Bretagne, Allemagne, Portugal et Hollande contre France et Espagne
  - Deuxième Guerre intercoloniale (1702-1713)
- Les Rébellions Jacobites (1715-16; 1719; 1745-46) - Guerre civile
  - Clifton Moor Skirmish (en) (1745)
  - Bataille de Culloden (16 avril 1746)
- Guerre de la Quadruple-Alliance (1718 – 1720)- Grande-Bretagne, France, Autriche et Hollande contre Italie et Espagne
- Guerre de l'oreille de Jenkins (1739 - 1742) - Grande-Bretagne contre Espagne
- Guerre de Succession d'Autriche (1742–1748) - Grande-Bretagne, Autriche et Hollande contre Allemagne et France
  - Troisième Guerre intercoloniale (1744–1748)
- Guerre de Sept Ans (1756-1763) - la première "guerre mondiale"
  - Guerre de la Conquête (1754-1763) - Grande-Bretagne et Allemagne contre Autriche, France, Russie, Suède et Espagne
  - Guerre anglo-cherokee (1759–1763) - Amérique du Nord
- Rébellion de Pontiac (1763-1766) - Amérique du Nord
- Première Guerre Anglo-Mysorienne (1766–1769) - Inde
- Guerre d'indépendance des États-Unis (1775–1783) - Amérique du Nord, guerre civile
- Première guerre anglo-marathe (1775–1782) - Inde
- Quatrième guerre anglo-néerlandaise (1780–1784)
- Seconde guerre anglo-mysorienne (1780–1784) - Inde
- Troisième guerre anglo-mysorienne (1789–1792) - Inde

### XIXesiècle

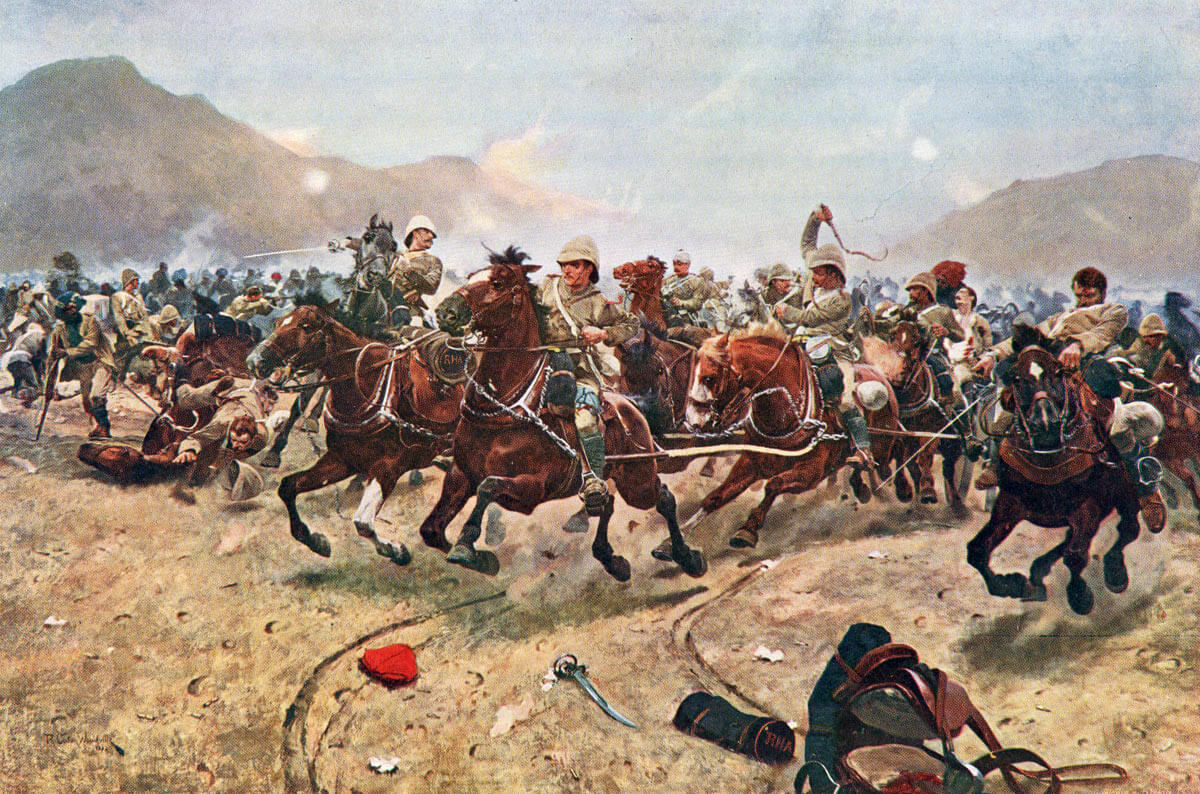
Bataille de Maiwand - Afghanistan 1880.

- Guerres de la Révolution française (1793–1802) - Grande-Bretagne, Autriche, Espagne, Russie, Allemagne contre France
  - Première Coalition (1793 -1797)
  - Deuxième Coalition (1798 -1801)
- Quatrième guerre anglo-mysorienne (1798–1799) - Inde
- Expédition d'Irlande (1798)
- Guerres napoléoniennes (1803-1815) Royaume-Uni, Prusse, Autriche, Suède, Espagne, Portugal et Russie contre France
  - Invasions britanniques (1806–1807)
  - Guerre anglo-turque (1807–1809)
  - Guerre anglo-russe (1807–1812)
  - Guerre des canonnières (1807–1814)
  - Guerre d'indépendance espagnole (1808–1814)
- Première guerre kandienne (1803–1804) - Inde
- Seconde guerre anglo-marathe (1803–1805) - Inde
- Mutinerie de Vellore (1806) - Inde
- Guerre anglo-néerlandaise de Java (1810-1811)
- Guerre anglo-américaine de 1812 (1812–1815)
- Guerre anglo-népalaise (1814–1816)
- Seconde guerre kandienne (1815) - Sri Lanka
- Troisième guerre anglo-marathe (1817–1818) - Inde
- Première guerre anglo-birmane (1823–1826)
- Rébellion du Haut-Canada (1837)
- Rébellion des Patriotes (1837)
- Première guerre anglo-afghane (1839–1842)
  - Bataille de Gazni
- Première guerre de l'opium (1839–1842) - Royaume-Uni contre Chine
- Première Guerre anglo-sikhe (1845–1846) - Inde
- Guerres maories (1845–1872)
- Seconde Guerre anglo-sikhe (1848–1849) - Inde
- Seconde guerre anglo-birmane (1852)
- Guerre de Crimée (1854–1856)- Royaume-Uni, France, Turquie et Piemont-Sardaigne contre Russie
- Seconde guerre de l'opium (1856–1860) - Royaume-Uni et France contre Chine
- Guerre anglo-perse (1856–1857) Royaume-Uni et Perse
- Révolte des Cipayes (1857)
- Guerre du cochon (1859) Royaume-Uni contre États-Unis
- Guerre anglo-bhoutanaise (1865)
- Seconde guerre anglo-afghane (1878-1880)
- Guerre anglo-zouloue (1879)
- Première Guerre des Boers (1880–1881)
- Guerre du Basutoland (1880–1881)
- Guerre des Mahdistes (1881–1899)
- Troisième guerre anglo-birmane (1885–1887)
- Guerre anglo-zanzibarienne (1896)
- Seconde Guerre des Boers (1899–1902)

### XXesiècle
- Révolte des Boxers (1900) - Royaume-Uni, France, Japon, Allemagne, Autriche-Hongrie, USA, Italie, Russie et Chine
- Guerre anglo-aro (1901-1902) - Nigéria
- Première Guerre mondiale (1914–1918) - Royaume-Uni, France, Belgique, Serbie, Italie, Russie, USA contre Allemagne, Autriche-Hongrie, Bulgarie et Empire Ottoman
- Insurrection de Pâques (1916) - Irlande
- Guerre civile russe (1918–1922)
- Troisième guerre anglo-afghane (1919)
- Guerre d'indépendance irlandaise (1919–1921)
- Seconde Guerre mondiale (1939–1945) 
  - Guerre du Pacifique (1937–1945)
  - Guerre anglo-irakienne (1941)
  - Campagne d'Afrique de l'Est (1941)
  - Campagne de Syrie (1941)
  - Bataille de Madagascar (1942)
  - Débarquement de Normandie (juin 1944)
  - Débarquement de Provence (août 1944)
- Guerre civile grecque (1941–1949)
- Urgence malaisienne (1948–1960)
- Guerre de Corée (1950-1953)
- Révolte des Mau Mau (1952–1960)
- Urgence Chypriote (1955–1959)
- Crise du canal de Suez (1956)
- Révolte de Brunei (1962)
- Guerre du Dhofar (1962-1975)
- Confrontation indonésio-malaisienne (1962–1966)
- Urgence d'Aden (1963–1967)
- Conflit nord-irlandais (1969-milieu des années 1990)
- Guerre de la morue (1975–1976)
- Guerre des Malouines (1982)
- Guerre du Golfe (1990-1991)
- Guerre de Bosnie-Herzégovine (1995–1996)
- Guerre du Kosovo (1999)
- Guerre civile sierra-léonaise (2000)

### XXIesiècle
- Guerre contre le terrorisme (2001-aujourd'hui)
- Guerre d'Afghanistan (2001-2021)
- Guerre d'Irak (2003–2009)
- Intervention militaire en Libye (2011) : Opération Ellamy
- Intervention militaire de 2014 contre l'Etat Islamique (2014) : Opération Shader